# Kikuko Tsumura
Kikuko Tsumura (津村 記久子, Tsumura Kikuko) (Osaka, 1978) é uma escritora japonesa. Conquistou vários prêmios literários, incluindo o Prêmio Akutagawa, Prêmio Noma Literary New Face, Prêmio Dazai Osamu, Prêmio Oda Sakunosuke, etc.

## Infância e educação
Tsumura nasceu em Osaka, Japão, em 1978. Enquanto ia para a escola, ela lia romances de ficção científica, especialmente obras de William Gibson, Philip K. Dick e Kurt Vonnegut. Começou a escrever seu próprio romance, Man'ītā, ainda estudante universitária do terceiro ano. Man'ītā ganhou o 21º Prêmio Dazai Osamu e mais tarde foi publicado em livro sob o título Kimi wa eien ni soitsura yori wakai.

## Carreira
Em seu primeiro emprego após a faculdade, Tsumura enfrentou assédio no local de trabalho e pediu demissão após dez meses para se reintegrar e encontrar outro emprego, uma experiência que a inspirou a escrever histórias sobre jovens trabalhadores. Em 2008, Tsumura ganhou o Prêmio Noma Literary New Face pelo livro Myūjikku buresu yū!! (Music Bless You !!)  e em 2009 seu romance Potosu raimu no fune, sobre uma jovem em situação de trabalho precário, ganhou o 140º Prêmio Akutagawa. O estudioso de literatura japonesa Kendall Heitzman descreveu Potosu raimu no fune como um "triunfo" que "descreve cuidadosamente com grande nuance um pequeno elenco de personagens com interesses e desejos conflitantes". O livro Wākāzu daijesuto (Workers 'Digest), publicado em 2011, ganhou o 28º Prêmio Oda Sakunosuke  e em 2013 seu conto Kyūsuitō to kame ganhou o 39º Prêmio Kawabata Yasunari.  O Ministério da Educação, Cultura, Desporto, Ciência e Tecnologia do Japão reconheceu o trabalho de Tsumura com o Prêmio MEXT para Novos Artistas em 2016.
A escrita de Tsumura frequentemente emprega o dialeto Kansai, dialeto japonês característico falado em Osaka e  cidades vizinhas.

## Prêmios
- 2005 - 21 Prêmio Dazai Osamu [12] para Man'ītā
- 2008 - 30º Prêmio Noma Literary New Face [5] com Myūjikku buresu yū!! (Music Bless You!!)
- 2008 - 26º Prêmio Sakuya Konohana [13]
- 2009 - 140º Prêmio Akutagawa (2008下) [14] com Potosu raimu no fune
- 2011 - 28º Prêmio Oda Sakunosuke [8] para Wākāzu daijesuto (Workers 'Digest)
- 2013 - 39º Prêmio Kawabata Yasunari [9] com Kyūsuitō to Kame
- 2016 - Prêmio MEXT para Novos Artistas [10] por Kono yo ni tayasui shigoto wa nai
- 2017 - 27º Prêmio Murasaki Shikibu de Literatura [15] com Fuyūrei Burajiru

## Obras
- Areguria to wa shigoto wa dekinai, Chikuma Shobo, 2008,ISBN 9784480804174
- Myūjikku buresu yū!! (Music Bless You!!), Kadokawa Shoten, 2008,ISBN 9784048738422
- Kasōsuki no yukue, Kodansha, 2008,ISBN 9784062145374
- Potosu raimu no fune, Kodansha, 2009,ISBN 9784062152877
- Kimi wa eien ni soitsura yori wakai, Chikuma Shobo, 2009,ISBN 9784480426123
- Wākāzu daijesuto (Workers 'Digest), Shueisha, 2011,ISBN 9784087713954
- Matomo na ie no kodomo wa inai, Chikuma Shobo, 2011,ISBN 9784480804327
- Yaritai koto wa nidone dake, Kodansha, 2012,ISBN 9784062177054
- Tonikaku uchi ni kaerimasu, Shinchosha, 2012,ISBN 9784103319818
- Kore kara oinori ni ikimasu, Kadokawa Shoten, 2013,ISBN 9784041104699
- Pōsuke, Chūō Kōron Shinsha, 2013,ISBN 9784120045752
- Evurishingu furouzu, Bungei Shunjū, 2014,ISBN 9784163901121
- Nidone towa tōku ni arite omō mono, Kodansha, 2015,ISBN 9784062190541
- Kuyokuyo manejimento, Seiryūshuppan, 2016,ISBN 9784860294465
- Makuramoto no hondana, Jitsugyōnonihonsha, 2016,ISBN 9784408536897
- Fuyūrei Burajiru (Fuyūrei Brazil) Bungei Shunjū, 2016,ISBN 9784163905426
- Uesuto uingu, Asahi Shimbun Shuppan, 2017,ISBN 9784022648532
- Manuke na koyomi, Heibonsha, 2017,ISBN 9784582837575
- Disu izu za dei (This is the Day), Asahi Shimbun Shuppan, 2018,ISBN 9784022515483